# Гарштя, Вера Александровна
Вера (Вероника) Александровна Гарштя (рум. Veronica Garștea; 9 марта 1927 — 16 июля 2012) — советский, молдавский хормейстер, педагог. Народная артистка СССР (1987).

## Биография
Вероника Гарштя родилась 9 марта 1927 года в селе Гульбоака (ныне в Оргеевском районе Молдавии).
С 1948 года училась в Кишинёвском музыкальном училище (ныне Музыкальный колледж имени Штефана Няги). Закончила его с отличием и без экзаменов была принята в Кишинёвскую  консерваторию (ныне Академия музыки, театра и изобразительных искусств), где училась у педагогов А. Юшкевич и Е. Богдановского. Курсы по хоровой литературе и чтению хоровых партитур проходила у Л. В. Аксёновой.  После окончания консерватории, год стажировалась в Москве у А. В. Свешникова.
В 1957 году возвратилась в Молдавию вместе с В. Н. Мининым, который возглавил хоровую капеллу «Дойна» Молдавской филармонии. С 1957 года — хормейстер, с 1963 (после ухода В. Н. Минина) — художественный руководитель и главный дирижёр капеллы, где проработала более 50 лет.
В репертуаре коллектива сочинения молдавских, русских, советских и зарубежных композиторов (Г. Музическу, Т. Кирияк, К. Руснак, З. Ткач, В. Загорский, М. Фишман, П. Чесноков, П. Чайковский, С. Рахманинов, Г. Свиридов, Дж. Каччини, К. Орф и др.), мировые классические произведения (Симфонии № 9 Л. ван Бетховена, «Реквиеме» Дж. Верди, «Реквием» Моцарта и др.), обработки народных песен.
Гастролировала с капеллой по городам СССР и за рубежом: Франция, Италия, Испания, Чехословакия, Израиль и др.
Профессор Академии музыки им. Г. Музическу в Кишинёве (ныне Академия музыки, театра и изобразительных искусств). Среди учеников — заслуженный артист Молдавии Анатолий Жар.
В Молдавии был основан Международный фонд культуры и искусства имени В. Гарштя.
Вероника Гарштя скончалась 16 июля 2012 года в Кишинёве. Похоронена на Центральном (Армянском) кладбище.

## Награды и звания
- Народная артистка Молдавской ССР (1967)[3]
- Народная артистка СССР (1987)
- Государственная премия Молдавской ССР (1974)
- Орден Трудового Красного Знамени (1981)
- Орден «Знак Почёта» (1960)
- Орден Республики (Молдавия) (1992)[4].